# Mistrzostwa Świata w Aerobiku 2008
Mistrzostwa świata w aerobiku 2008 odbyły się w Niemczech - Ulm w dniach 25 - 27 kwietnia 2008. Była to 10. edycja mistrzostw.

## Rezultaty

### Kobiety indywidualnie
| Pozycja | Gimnastyczka            | Narodowość    | Pkt    |
| ------- | ----------------------- | ------------- | ------ |
|         | Marcela Lopez           | Brazylia      | 22.050 |
|         | Cristina Simona Nedelcu | Rumunia       | 21.350 |
|         | Angela McMillan         | Nowa Zelandia | 21.200 |
| 4       | Lili Jordanowa          | Bułgaria      | 21.150 |
| 5       | Huang Jinxuan           | Chiny         | 20.850 |
| 6       | Giula Bianchi           | Włochy        | 20.650 |
| 7       | Aurélie Joly            | Francja       | 20.600 |
| 8       | Adrianna Ciucci         | Włochy        | 20.500 |
| 9       | Elmira Dassaeva         | Hiszpania     | 20.250 |

### Mężczyźni indywidualnie
| Poz. | Gimnastyk               | Narodowość | Pkt    |
| ---- | ----------------------- | ---------- | ------ |
|      | Ivan Parejo             | Hiszpania  | 22.400 |
|      | Morgan Jacquemin        | Francja    | 22.050 |
|      | Ao Jinping              | Chiny      | 22.050 |
| 4    | Mircea Zamfir           | Rumunia    | 21.900 |
| 5    | Zsolt Roik              | Węgry      | 21.250 |
| 6    | Mircea Brinzea          | Rumunia    | 20.800 |
| 7    | Julien Chaninet         | Francja    | 20.750 |
| 8    | Aleksander Kondraticzew | Rosja      | 20.500 |

### Pary mieszane
| Poz. | Gimnastycy                                             | Narodowość | Pkt    |
| ---- | ------------------------------------------------------ | ---------- | ------ |
|      | Aurélie Joly, Julien Chaninet                          | Francja    | 21.350 |
|      | Cristina Antonescu, Mircea Brinzea                     | Rumunia    | 21.200 |
|      | Tudorel-Valentin Mavrodineanu, Cristina Simona Nedelcu | Rumunia    | 20.700 |
| 4    | Juliana Antero, Marcisnei Oliveira                     | Brazylia   | 20.700 |
| 5    | Irina Klopowa, Stanisław Kuzin                         | Rosja      | 20.650 |
| 6    | Huang Jinxuan, He Shijian                              | Chiny      | 20.350 |
| 7    | Margarita Stojanowa, Radosłow Żiwkow                   | Bułgaria   | 20.300 |
| 8    | Chrystelle Alcan, Grégory Alcan                        | Francja    | 19.450 |

### Tria
| Poz. | Gimnastycy                                                   | Narodowość | Pkt.   |
| ---- | ------------------------------------------------------------ | ---------- | ------ |
|      | Mircea Brinzea, Tudorel-Valentin Mavrodineanu, Mircea Zamfir | Rumunia    | 22.050 |
|      | Zhang Peng, Qin Yong, Yu Wei                                 | Chiny      | 21.600 |
|      | Marcela Lopez, Cibele Rosito Oliani, Marina Lopez            | Brazylia   | 21.450 |
| 4    | Xavier Julien, Grégory Alcan, Julien Chaninet                | Francja    | 21.350 |
| 5    | Morgan Jacquemin, Nicolas Garavel, Benjamin Garavel          | Francja    | 21.150 |
| 6    | Petru Porime Tolan, Popa Bogdan, Cosmin Muj                  | Rumunia    | 21.100 |
| 7    | Nguyễn Tiến Phương, Trần Thị Thu Hà, Vũ Bá Đông              | Wietnam    | 20.500 |
| 8    | Vito Iaia, Antonio Caforio, Emanuele Pagliuca                | Włochy     | 20.500 |

### Wielobój drużynowo
| Poz. | Gimnastycy | Państwo | Pkt    |
| ---- | --- | ------- | ------ |
|      | Zhang Peng, Qin Yong, He Shijian, Ao Jinping, Ni Zhenhua, Yu Wei                                                                 | Chiny   | 21.650 |
|      | Gaylord Oubrier, Xavier Julien, Morgan Jacquemin, Adrien Galo, Grégory Alcan, Julien Chaninet                                    | Francja | 21.450 |
|      | Maksim Ozertsow, Roman Tymko, Stanisław Kuzin, Mihaił Nazariew, Dmitrij Ekimienko, Danila Szohin                                 | Rosja   | 20.800 |
| 4    | Petru Porime Tolan, Nadina Hotca, Cristina Antonescu, Tudorel-Valentin Mavrodineanu, Ferdinand Raileanu, Cristina Simona Nedelcu | Rumunia | 20.650 |
| 5    | Shou Minchao, Wang Junwei, Che Lei, Liu Chao, Hu Xin, Wang Pei                                                                   | Chiny   | 20.450 |
| 6    | Manuela Mancini, Luca Fancello, Sergio Bellantonio, Antonio Caforio, Ylenia Giugno, Lisa Milani                                  | Włochy  | 20.100 |
| 7    | Mélanie Salvoch, Aurélie Joly, Mathie Deliersu, Nicolas Garavel, Benjamin Garavel, Emilie Biancherin                             | Francja | 19.950 |
| 8    | Alena Kurskaja, Ewgenia Kudimowa, Julia Jakowlewa, Eugenia Anisimowa, Anastasia Ahmadiewa, Egor Stanowkin                        | Rosja   | 19.900 |

## Tabela medalowa
| Miejsce | Państwo       | Złoto | Srebro | Brąz | Razem |
| ------- | ------------- | ----- | ------ | ---- | ----- |
| 1       | Rumunia       | 1     | 2      | 1    | 4     |
| 2       | Francja       | 1     | 2      | 0    | 3     |
| 3       | Chiny         | 1     | 1      | 1    | 3     |
| 4       | Brazylia      | 1     | 0      | 1    | 2     |
| 5       | Hiszpania     | 1     | 0      | 0    | 1     |
| 6       | Rosja         | 0     | 0      | 1    | 1     |
| 6       | Nowa Zelandia | 0     | 0      | 1    | 1     |